# 蔡屏周
蔡屏周（？—17世紀），字二白，應天府江寧縣人，明朝、南明政治人物。

## 生平
蔡屏周在萬曆四十三年（1615年）中舉人，獲授浮梁知縣，反抗興建魏忠賢生祠而被逮捕至涿州，適逢明熹宗駕崩，改為免官，遷任開封通判。之後他有平定白蓮教賊寇的功勞，陞任職方主事，惟因忤逆溫體仁罷官；他聯同同僚三人見張彝憲，二人都拜見張彝憲，只有他不卑躬屈膝。弘光年間他恢復原官，曾向弘光帝上請以節制省兵，以恭儉足餉，獲任大同知府，很快他賄賂阮大鋮調任郎中，在山東監軍，並恢復應天通判徐樹藩官職。左夢庚東下攻打南京，蔡屏周監軍擊敗他；南京淪陷後出家為僧，法名筆架。

## 引用
1. 1 2  錢海岳《南明史·卷三十二·列傳第八》：（蔡）屏周，字二白，江寧人。萬曆四十三年舉於鄉。授浮梁知縣，撫按魏忠賢建祠檄至，罵使杖之，逮至涿州。會熹宗崩，免，遷開封通判。有平白蓮寇功，陞職方主事。忤溫體仁罷。偕同官三人見張彝憲，左右皆拜，獨挺立不屈。
2. ↑  錢海岳《南明史·卷三十二·列傳第八》：（弘光時）職方主事蔡屏周請以節制之師省兵，以恭儉之規足餉，上命除大同知府，尋賄阮大鋮請調郎中，監軍山東，并復應天通判徐樹藩官。……左夢庚東下，監軍破之。南京亡，為僧，名筆架。